# 梵蒂岡里拉
梵蒂冈里拉（義大利語：lira，复数写作lire）於1929年至2002年期间为梵蒂冈的法定通貨。

## 历史
教宗国在被赶入罗马附近的梵蒂冈城期间（1866年至1870年）使用教宗国里拉，但该货币后来停止发行。《拉特朗条约》於1929年通过，梵蒂冈城国成立，并且引入了与義大利里拉等值但是不同的硬币。意大利硬币和钞票在城内是合法的；反之，梵蒂冈的货币在罗马和圣马力诺也属于合法流通。
2002年，梵蒂冈改用欧元，将其梵蒂冈里拉以1936.2比1兑换成欧元。此外，梵蒂冈还拥有其自己的梵蒂岡的歐元硬幣.

## 硬币
梵蒂冈硬币的发展很大程度上反映了意大利里拉硬币的发展。
1929年，铜质5分、10分，镍质20分、50分、1里拉、2里拉，和银质5里拉、10里拉硬币被引入作为货币。1939年铝铜合金取代了铜材质；1940年，不鏽鋼取代了镍材质。1941年到1943年，各类硬币的生产下滑至一年不足几千枚。
1947，铝质的1里拉、2里拉、5里拉、10里拉硬币起用。1951年，这些硬币尺寸被缩减。1955年，不锈钢材质的50和100里拉硬币起用，随后20里拉铝铜硬币、500里拉银质硬币分别在1957和1957年起用。1里拉和2里拉面值硬币在1977年停止生产，5里拉硬币也在1978年停产。铝铜材质的200里拉硬币在1978年开始使用，随后在1985年和1997年，梵蒂冈分别引入了500里拉和1000里拉的双金属硬币。1992年，500里拉和100里拉硬币的尺寸被缩小。
自从1967年起，梵蒂冈在发行的货币上使用罗马数字，以反对越来越常见的阿拉伯数字。
欧元面世后，梵蒂冈里拉停止发行。
梵蒂冈经常发行每年不同的商业纪念币，纪念主题非常广泛。尽管多数硬币都是以纪念币套装出售而不进行流通，但仍有部分硬币会进入市场流通领域。